# Liste der Bodendenkmäler in Luhe-Wildenau
Auf dieser Seite sind die Bodendenkmäler in dem Oberpfälzer Markt Luhe-Wildenau zusammengestellt. Diese Tabelle ist eine Teilliste der Liste der Bodendenkmäler in Bayern. Grundlage ist die Bayerische Denkmalliste, die auf Basis des Bayerischen Denkmalschutzgesetzes vom 1. Oktober 1973 erstmals erstellt wurde und seither durch das Bayerische Landesamt für Denkmalpflege geführt wird. Die folgenden Angaben ersetzen nicht die rechtsverbindliche Auskunft der Denkmalschutzbehörde.

## Bodendenkmäler in Luhe-Wildenau

### Gemarkung Hannersgrün
| Lage                   | Objekt                                                                 | Akten-Nr.     | Bild |
| ---------------------- | ---------------------------------------------------------------------- | ------------- | ---- |
| Hannersgrün (Standort) | Bestattungsplatz der Späthallstatt- und Frühlatènezeit mit Grabhügeln. | D-3-6438-0023 |      |

### Gemarkung Luhe
| Lage            | Objekt | Akten-Nr.     | Bild |
| --------------- | --- | ------------- | ---- |
| Luhe (Standort) | Karolingerzeitliches Reihengräberfeld und frühmittelalterliches Grabhügelfeld. | D-3-6438-0028 |      |
| Luhe (Standort) | Mesolithische Freilandstation. | D-3-6438-0029 |      |
| Luhe (Standort) | Archäologische Befunde des Mittelalters und der frühen Neuzeit im Bereich der historischen Marktsiedlung Luhe. | D-3-6438-0034 |      |
| Luhe (Standort) | Wüstung Forstmühle. | D-3-6438-0062 |      |
| Luhe (Standort) | Archäologische Befunde und Funde des Mittelalters und der frühen Neuzeit im Bereich der Katholischen Pfarrkirche St. Martin in Luhe, darunter die Spuren von Vorgängerbauten bzw. älterer Bauphasen der Kirche, die untertägigen Teile der zugehörigen Kirchhofbefestigung und der aufgelassene historische Ortsfriedhof. Siehe auch: St. Martin (Luhe) | D-3-6438-0065 |      |
| Luhe (Standort) | Archäologische Befunde und Funde des Mittelalters und der frühen Neuzeit im Bereich der Katholischen Wallfahrtskirche St. Nikolaus in Luhe, darunter die Spuren von Vorgängerbauten bzw. älterer Bauphasen. Siehe auch: St. Nikolaus (Luhe) | D-3-6438-0066 |      |
| Luhe (Standort) | Untertägige Befunde der frühen Neuzeit im Bereich der Einsiedelkapelle in Luhe, darunter die Spuren einer abgegangenen Klause. | D-3-6438-0067 |      |
| Luhe (Standort) | Untertägige Befunde der frühen Neuzeit im Bereich der Kapelle zur Schmerzhaften Muttergottes in Luhe, darunter die Spuren eines Vorgängerbaus. Siehe auch: Kapelle zur Schmerzhaften Muttergottes (Luhe) | D-3-6438-0068 |      |
| Luhe (Standort) | Untertägige Befunde des abgebrochenen Webertores der spätmittelalterlichen Marktbefestigung von Luhe | D-3-6438-0069 |      |
| Luhe (Standort) | Untertägige Befunde des abgebrochenen Faltertores der spätmittelalterlichen Marktbefestigung von Luhe. | D-3-6438-0070 |      |
| Luhe (Standort) | Untertägige Befunde des abgebrochenen Fleischertores der spätmittelalterlichen Marktbefestigung von Luhe. | D-3-6438-0071 |      |
| Luhe (Standort) | Siedlung vor- und frühgeschichtlicher Zeitstellung oder des Mittelalters. | D-3-6438-0092 |      |
| Luhe (Standort) | Vorgeschichtliche Siedlung. | D-3-6439-0041 |      |

### Gemarkung Neudorf b.Luhe
| Lage                      | Objekt | Akten-Nr.     | Bild |
| ------------------------- | --- | ------------- | ---- |
| Neudorf b.Luhe (Standort) | Endpaläolithische und mesolithische Freilandstation. | D-3-6438-0024 |      |
| Neudorf b.Luhe (Standort) | Vorgeschichtlicher Bestattungsplatz mit Grabhügeln. | D-3-6438-0025 |      |
| Neudorf b.Luhe (Standort) | Mesolithische Freilandstation. | D-3-6438-0026 |      |
| Neudorf b.Luhe (Standort) | Mesolithische Freilandstation. | D-3-6438-0027 |      |
| Neudorf b.Luhe (Standort) | Archäologische Befunde und Funde im Bereich der Katholischen Kirche St. Barbara in Neudorf b. Luhe, darunter die Spuren von Vorgängerbauten bzw. älterer Bauphasen. Siehe auch: St. Barbara (Neudorf bei Luhe) | D-3-6438-0057 |      |
| Neudorf b.Luhe (Standort) | Hofwüstung Ödhof. | D-3-6438-0064 |      |

### Gemarkung Oberwildenau
| Lage                    | Objekt                      | Akten-Nr.     | Bild |
| ----------------------- | --------------------------- | ------------- | ---- |
| Oberwildenau (Standort) | Vorgeschichtliche Siedlung. | D-3-6438-0059 |      |
| Oberwildenau (Standort) | Vorgeschichtliche Siedlung. | D-3-6438-0094 |      |

### Gemarkung Rothenstadt
| Lage                   | Objekt | Akten-Nr.     | Bild |
| ---------------------- | --- | ------------- | ---- |
| Rothenstadt (Standort) | Mesolithische Freilandstation, Siedlung der Späthallstatt-/Frühlatènezeit.                                                    | D-3-6338-0025 |      |
| Rothenstadt (Standort) | Siedlung der Späthallstatt-/Frühlatènezeit.                                                                                   | D-3-6338-0026 |      |
| Rothenstadt (Standort) | Mesolithische Freilandstation.                                                                                                | D-3-6338-0028 |      |
| Rothenstadt (Standort) | Untertägige Befunde des spätmittelalterlichen/frühneuzeitlichen Eisenhammers Sperlhammer. Siehe auch: Eisenhammer Sperlhammer | D-3-6338-0064 |      |

### Gemarkung Unterwildenau
| Lage                     | Objekt | Akten-Nr.     | Bild |
| ------------------------ | --- | ------------- | ---- |
| Unterwildenau (Standort) | Vorgeschichtliche Siedlung. | D-3-6338-0031 |      |
| Unterwildenau (Standort) | Archäologische Befunde und Funde des Mittelalters und der frühen Neuzeit im Bereich des Schlosses Unterwildenau, darunter die Spuren von Vorgängerbauten bzw. älterer Bauphasen und der abgegangenen zugehörigen Mühle, zuvor ein spätmittelalterlicher und frühneuzeitlicher Eisenhammer. Siehe auch: Hammerschloss Unterwildenau | D-3-6338-0067 |      |
| Unterwildenau (Standort) | Verebneter mittelalterlicher Burgstall. | D-3-6338-0068 |      |
| Unterwildenau (Standort) | Vorgeschichtliche Siedlung. | D-3-6338-0080 |      |
| Unterwildenau (Standort) | Siedlung der Latènezeit. | D-3-6438-0033 |      |